# 利瓦罗芝士
利瓦罗芝士產自法國西北部的諾曼第的利瓦罗。一般的利瓦罗芝士會以菜葉包裝，目的是防止芝士的外形發生凸出變，因此芝士的外殼上會形成五條帶，故利瓦罗芝士被人稱為上校。這種芝士的外殼呈黃色，隨時間會逐漸變成棕色，亦會變得比較粗糙。